# Giacarta Orientale
Giacarta orientale (in indonesiano Jakarta Timur) è una città (kota) dell'Indonesia, una delle 5 che formano la capitale Giacarta.

## Suddivisioni
Giacarta orientale è suddivisa in 10 Kecamatan (sottodistretti):
- Matraman
- Pulo Gadung
- Jatinegara
- Duren Sawit
- Kramat Jati
- Makasar
- Pasar Rebo
- Ciracas
- Cipayung
- Cakung